# Elaeagnus laosensis
Elaeagnus laosensis — вид квіткових рослин з родини маслинкових (Elaeagnaceae). Поширення: Камбоджа, Лаос.

## Середовище
Інформація про середовище існування та екологію цього виду дерев відсутня.